# 霍薰
霍薰（1499年—？），字虞南，雲南永昌衛人，官籍，明朝政治人物。

## 生平
嘉靖十六年（1537年）丁酉科雲南鄉試第三十四名舉人。嘉靖二十年（1541年）中式辛丑科會試第二百二十四名，登第三甲第一百二十二名進士。

## 家族
曾祖霍鑑；祖父霍源；父霍森，母丘氏。慈侍下。兄霍煦。弟照、烜。